# Conisania capsivora
Conisania capsivora là một loài bướm đêm trong họ Noctuidae.